# 요진건설산업
요진건설산업(曜進建設産業)은 대한민국의 건설업 기업이다. 본사는 강원특별자치도 원주시 시청로 21, 7층(무실동,요진타워)에 위치해 있다.

## 상세
대한민국의 중대형 건설업체로 비상장사다. 1976년 설립된 이후 토목건설을 주축으로 아파트 건설업, 부동산 개발 등에 진출해있다. 대규모 토목공사를 통해 성장한 회사라 아파트를 지을 때도 와이시티라는 단일 브랜드로 복합 대단지 아파트만 짓는 것이 특징. 주상복합 뿐 아니라 일정부분 오피스텔이나 오피스도 같이 짓는 특징이 있다.
주식 시장에 기업공개를 하지 않고 최준명 회장 일가의 가족경영이 지속되고 있으며, 실적은 안정적으로 시공능력에서 2005년 이후 10년 연속 1등급을 유지하고 있다. 한국토지주택공사나 조달청 발주 건설을 주로 따가는 기업이다.

## 단지 현황

### 경기도
| 단지 이름                  | 소재지                 | 세대(수) | 입주        | 난방 방식          |
| -------------------------- | ---------------------- | -------- | ----------- | ------------------ |
| 일산 요진 와이시티         | 고양시 일산동구 백석동 | 2404     | 2016년 6월  | 지역난방, 열병합   |
| 송산그린시티 요진 와이시티 | 화성시 새솔동          | 680      |             | 지역난방, 열병합   |
| 안산고잔 보네르빌리지      | 안산시 단원구 고잔동   | 634      | 2001년 9월  | 지역난방, 열병합   |
| 안산고잔 숲속마을          | 안산시 상록구 사동     | 554      | 1999년 11월 | 지역난방, 열병합   |
| 시화요진                   | 시흥시 정왕동          | 580      | 1997년 9월  | 개별난방, 도시가스 |

## 같이 보기
- 수원 호매실지구
- 요진코아텍